# U-21サッカーサンマリノ代表
U-21サッカーサンマリノ代表（U-21サッカーサンマリノだいひょう、イタリア語: Nazionale Under-21 di calcio di San Marino, 英語: San Marino national under-21 football team）は、サンマリノサッカー連盟によって編成されるサンマリノのサッカーの21歳以下のナショナルチームである。21歳以下を対象とするUEFA U-21欧州選手権に出場するためのチームである。
初の国際試合は1989年にU-21スイス代表との対戦で行われたが、初勝利を記録したのは10年以上後のU-21アンドラ代表戦である。

## UEFA U-21欧州選手権の成績
| 開催年 | 結果                          |
| ------ | ----------------------------- |
| 1990   | 予選敗退                      |
| 1992   | 予選敗退                      |
| 1994   | 予選敗退                      |
| 1996   | 予選敗退                      |
| 1998   | 予選敗退                      |
| 2000   | 不参加                        |
| 2002   | 不参加                        |
| 2004   | 予選敗退                      |
| 2006   | 予選敗退                      |
| 2007   | 予選敗退                      |
| 2009   | 予選敗退                      |
| 2011   | 予選敗退                      |
| 2013   | 予選敗退                      |
| 2015   | 予選敗退                      |
| 2017   | 予選敗退                      |
| 2019   | 予選敗退                      |
| 2021   | 予選敗退                      |
| 通算   | 最高成績 : - 19大会中/0回出場 |

## 歴代監督
- マッシモ・アゴスティーニ 2009-2010